# Badr Gaddarine
Badr Gaddarine, né le 20 octobre 1997 à Casablanca au Maroc, est un footballeur marocain. Il évolue au poste de latéral gauche au IR Tanger en Botola Pro.

## Biographie
Avec le Wydad de Casablanca, il participe à la Ligue des champions d'Afrique. Il remporte cette compétition en 2017, en battant le club égyptien d'Al Ahly en finale.

## Palmarès
Wydad Athletic Club :
- Championnat du Maroc :
  - Champion : 2017, 2019, 2021, 2022
- Ligue des champions de la CAF :
  - Vainqueur : 2017
- Supercoupe de la CAF :
  - Vainqueur : 2018

 Maroc -20 ans :
- Jeux de la Francophonie de 2017 : Médaille d'OR